# Marília Chaves Peixoto

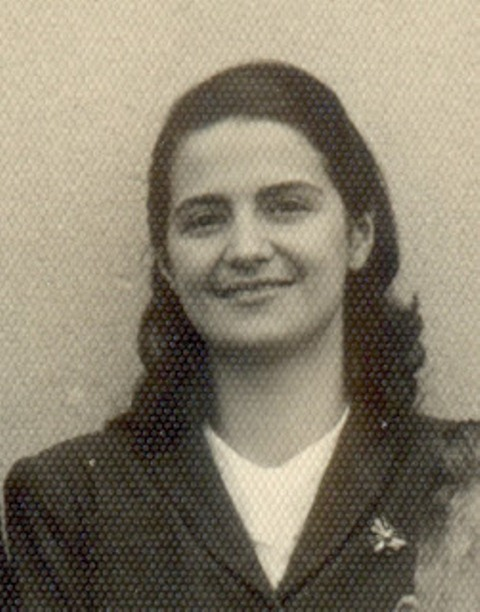
Marília Chaves Peixoto

Marília de Magalhaes Chaves Peixoto (* 1. Februar 1921 in Santana do Livramento, Brasilien; † 5. Januar 1961 in Rio de Janeiro, Brasilien) war eine brasilianische Mathematikerin, Ingenieurin und Hochschullehrerin. Sie promovierte als erste Frau in Brasilien und war die erste Brasilianerin, die in die Brasilianische Akademie der Wissenschaften gewählt wurde. Sie arbeitete als Professorin für Analysis und Mechanik an der Escola Politécnica da Universidade Federal do Rio de Janeiro und in speziellen Kursen am brasilianischen Zentrum für physikalische Forschung. Sie leistete wesentliche Beiträge zu dem, was heute als Peixotos Theorem über die strukturelle Stabilität dynamischer Systeme bekannt ist.

## Leben und Werk
Chaves Peixoto war eine Tochter von drei Kindern des Professors an der Chirurgischen Medizinischen Fakultät in Rio de Janeiro, Tullio de Saboia Chaves, und Zillah da Costa Magalhaes. Sie besuchte als Privatschülerin die Sekundarschule und konnte wegen der Freundlichkeit der Priester die Prüfungen mit den Jungen ablegen. Später ging sie nach Rio de Janeiro und verbrachte mindestens ein Jahr am Colégio Andrews, welches sowohl Jungen als auch Mädchen eine weltliche Bildung anbot, was zu dieser Zeit in Brasilien ungewöhnlich war. Sie qualifizierte sich 1939 für die Aufnahme in die Escola Politécnica da Universidade Federal do Rio de Janeiro und erreichte den dritten Platz unter den 73 zur Aufnahme zugelassenen Studenten. Sie besuchte Mathematikvorlesungen von Luigi Sobrero und Gabriele Mammana an der Nationalen Fakultät für Philosophie der Bundesuniversität von Rio de Janeiro. 1943 schloss sie ihr Studium als Bauingenieurin ab und unterrichtete an der Escola Politécnica da Universidade Federal do Rio de Janeiro.
Sie heiratete 1946 nach ihrem Abschluss den Mathematiker Mauricio Peixoto, mit dem sie zwei Kinder bekam. Sie promovierte 1948 und wurde in einem Wettbewerb für eine Professur an der Escola Politécnica zugelassen. Sie wurde auf die Professur an der Escola Politécnica da Universidade Federal do Rio de Janeiro berufen, wo sie Differential- und Integralrechnung lehrte.
Sie und ihr Mann reisten 1949 nach Chicago und nahmen beide am International Congress of Mathematicians teil, der vom 30. August bis 6. September 1950 in Cambridge (Massachusetts) stattfand. Vielleicht aufgrund eines Fehlers der Kongressorganisatoren erschien ihr Name nur als Partnerin ihres Mannes und nicht als eigenständige Teilnehmerin. Am 1. Juli 1951 wurde sie in die Brasilianische Akademie der Wissenschaften gewählt.
1955 veröffentlichte sie das Buch Cálculo vetorialⓉ . Drei Jahre nach dem Tod von Chaves Peixoto wurde das Buch mit einem Vorwort von Maurício Peixoto neu aufgelegt. 1959 veröffentlichte sie in den Anais da Academia Brasileira de Ciências zusammen mit ihrem Ehemann die Arbeit „Strukturelle Stabilität in der Ebene mit erweiterten Randbedingungen“. Das so genannte Peixoto's theorem befasst sich mit der Charakterisierung strukturstabiler Systeme in zweidimensionalen Mannigfaltigkeiten.
Marilia Chaves Peixoto starb im Alter von 39 Jahren am 5. Januar 1961.
Nach ihrem Tod wurde ihr eine Reihe von Ehrungen zuteil. Eine Straße in ihrer Heimatstadt Santana do Livramento heißt Rua Marília Chaves Peixoto. Ihr Ehemann Maurício Peixoto gründete 1971 die Schule Municipal School Marília Chaves Peixoto in der Region von Petrópolis. 1969 wurde ihrem Ehemann von der Bunge Foundation für Peixotos Theorem der Moinho Santista Award verliehen und er verwendete das Geld aus dem Preis, um die Schule zu finanzieren.